# Woudsend
Woudsend est un village de la commune néerlandaise de Súdwest Fryslân, dans la province de Frise. Son nom en frison est Wâldsein.

## Géographie
La ville est située à 10 km au sud de Sneek, entre les lacs de Sloten et Fluessen.

## Histoire
Woudsend fait partie de la commune de Wymbritseradiel jusqu'au 1er janvier 2011, où celle-ci est supprimée et fusionnée avec Bolsward, Nijefurd, Sneek et Wûnseradiel pour former la nouvelle commune de Súdwest-Fryslân.

## Démographie
Le 1er janvier 2017, le village comptait 1 380 habitants.

## Sites et monuments

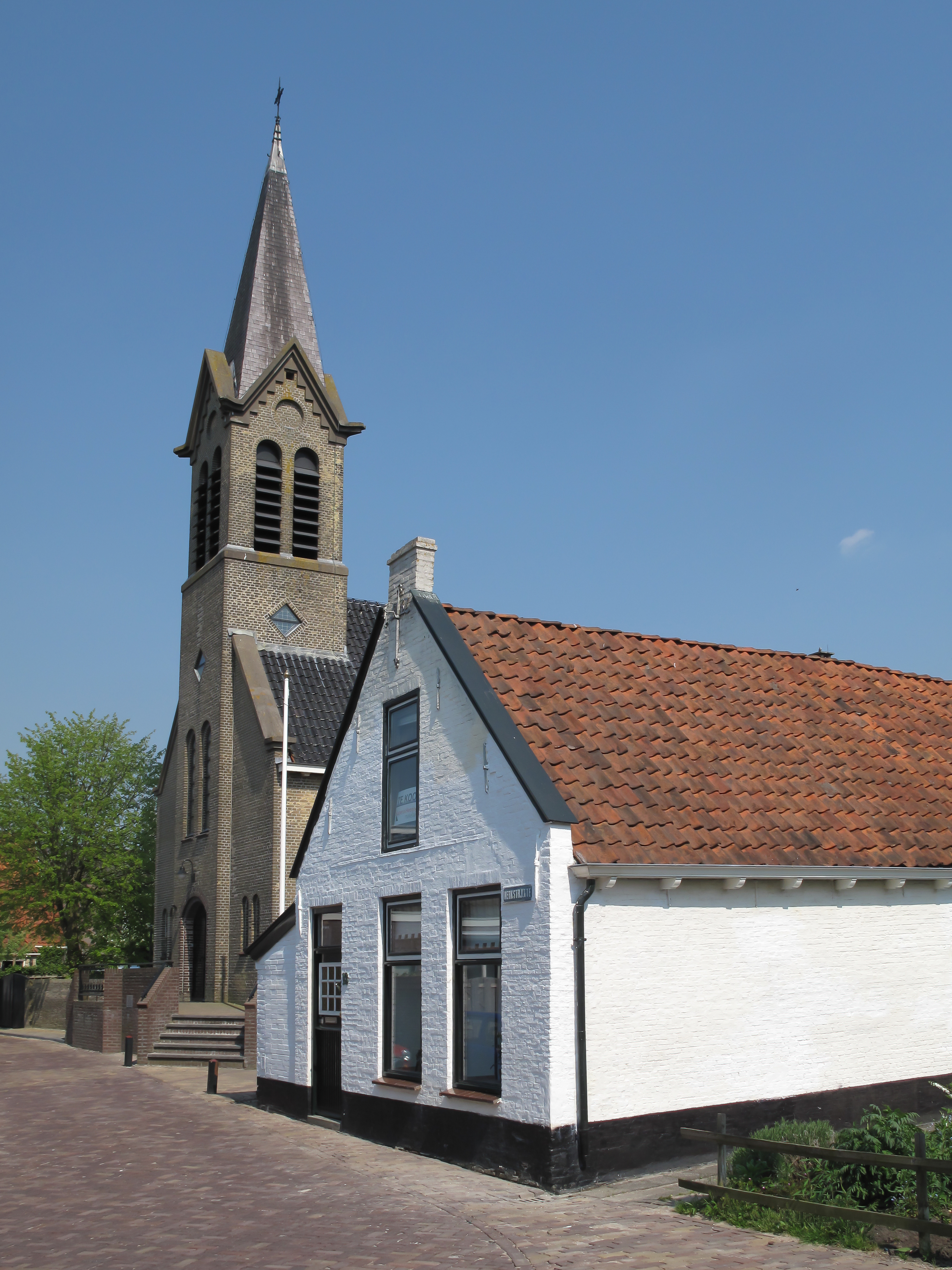
L'église Saint-Michel

- L'église Saint-Michel.

## Personnalités
- Jan Couperus (1755-1833), homme politique néerlandais.
- Monika Mulder (1972-) designer[2].